# Проблемное обучение
Проблемное обучение — метод, при котором изучение предмета происходит через анализ и решение различных проблем. Такой подход предполагает активное участие учащихся в поиске решений и формировании собственного понимания темы. В математике этот метод используется для развития аналитического мышления, поскольку ученики исследуют разные способы решения задач..
Проблемное обучение — способ организации деятельности учащихся, который основан на получении информации путем решения теоретических и практических проблем в создающихся в силу этого проблемных ситуациях.
Альтернативным проблемному обучению выступает эвристическое обучение.

## Особенности методики
В основу проблемного обучения легли идеи американского психолога, философа и педагога Джона Дьюи (1859—1952), который в 1894 году основал в Чикаго опытную школу, в которой основу обучения составлял не учебный план, а игры и трудовая деятельность. Методы, приемы, новые принципы обучения, применявшиеся в этой школе, не были теоретически обоснованы и сформулированы в виде концепции, но получили распространение в 20-30 годах XX века. В СССР они также применялись и даже рассматривались как революционные, но в 1932 году были объявлены прожектерством и запрещены.
Схема проблемного обучения, представляется как последовательность процедур, включающих: постановку преподавателем учебно-проблемной задачи, создание для учащихся проблемной ситуации; осознание, принятие и разрешение возникшей проблемы, в процессе которого они овладевают обобщенными способами приобретения новых знаний; применение данных способов для решения конкретных систем задач.
Проблемная ситуация — это познавательная задача, которая характеризуется противоречием между имеющимися знаниями, умениями, отношениями и предъявляемым требованием.
Теория провозглашает тезис о необходимости стимуляции творческой деятельности учащегося и оказании ему помощи в процессе исследовательской деятельности и определяет способы реализации через формирование и изложение учебного материала специальным образом. Основу теории составляет идея использования творческой деятельности обучающихся посредством постановки проблемно сформулированных заданий и активизации, за счет этого, их познавательного интереса и, в конечном счете, всей познавательной деятельности. Проблемные ситуации могут создаваться на всех этапах процесса обучения: при объяснении, закреплении, контроле.
Проблемная задача — это задача творческого характера, требующая от обучающихся большой инициативности в суждениях, поиска не испытанных ранее путей решения. Она является средством создания проблемной ситуации. В отличие от обычной задачи она представляет собой не просто описание какой-либо ситуации, состоящее из характеристики данных, составляющих условие задачи и указание на неизвестное, которое должно быть раскрыто на основании этих условий. Примером проблемной задачи могут быть задачи на установление причинно-следственных связей, на определение преемственности между фактами, на выявление степени прогрессивности явления и т. д.

## Основные психологические условия для успешного применения проблемного обучения
1. Проблемные ситуации должны отвечать целям формирования системы знаний;
2. Быть доступными для учащихся;
3. Должны вызывать собственную познавательную деятельность и активность;
4. Задания должны быть таковыми, чтобы учащийся не мог выполнить их, опираясь на уже имеющиеся знания, но достаточными для самостоятельного анализа проблемы и нахождения неизвестного.

## Достоинства проблемного обучения
1. Высокая самостоятельность учащихся;
2. Формирование познавательного интереса или личностной мотивации учащегося;
3. Появление диалектического мышления учащихся.

## Недостатки проблемного обучения
1. Малоприменимо для формирования практических умений и навыков;
2. Затратно по времени для усвоения объема знаний.

## Сущность проблемного обучения
Проблемное обучение — обучение, при котором учитель, опираясь на знание закономерностей развития мышления, специальными педагогическими средствами ведет работу по формированию мыслительных способностей и познавательных потребностей учеников в процессе обучения.

## Функции проблемного обучения
1) усвоение учениками системы знаний и способов умственной практической деятельности;
2) развитие познавательной деятельности и творческих способностей учащихся;
3) воспитание навыков творческого усвоения знаний;
4) воспитание навыков творческого применения знаний и умение решать учебные проблемы;
5) формирование и накопление опыта творческой деятельности.

## Роль учителя
Деятельность учителя при проблемном обучении состоит в объяснении содержания наиболее сложных понятий, систематическом созданием проблемных ситуаций, сообщение учащимся фактов и организация их учебно-познавательной деятельности таким образом, чтобы на основе анализа фактов учащиеся самостоятельно сделали выводы и обобщения.
В результате у учащихся вырабатываются навыки умственных операций и действий, навыки переноса знаний и т. д.

## Последовательность этапов продуктивной познавательной деятельности человека в условиях проблемной ситуации
1) возникновение проблемной ситуации;
2) проблемная ситуация;
3) осознание сущности затруднения и постановка проблемы;
4) поиск способов её решения путем догадки, выдвижения гипотезы и её обоснования;
5) доказательство гипотезы;
6) проверка правильности решения проблем.

## Типы проблемных ситуаций
1. проблемная ситуация возникает при условии, если учащиеся не знают способы решения поставленной задачи;
2. Проблемная ситуация возникает при столкновении учащихся с необходимостью использовать ранее усвоенные знания в новых условиях;
3. Проблемная ситуация возникает в том случае, если имеется противоречие между теоретически возможным путем решения задачи и практической неосуществимостью выбранного способа;
4. Проблемная ситуация возникает тогда, когда имеются противоречия между практически достигнутым результатом и отсутствием у учащихся знаний для теоретического обоснования.

## Методы, используемые при проблемном обучении (система методов М. Н. Скаткина и И . Я. Лернера)
1) объяснительный метод — состоит из системы приемов, включающих сообщение и обобщение учителем фактов данной науки, их описание и объяснение;
2) репродуктивный метод — применяется для осмысления усвоения теоретических знаний, для обработки умений и навыков, для заучивания учебного материала и т. д.;
3) практический метод — является сочетанием приемов обработки навыков практических действий по изготовлению предметов, их обработки с целью совершенствования, предполагает деятельность, связанную с техническим моделированием и конструированием;
4) частично-поисковый метод — является сочетанием восприятия объяснений учителя учеником с его собственной поисковой деятельностью по выполнению работ, требующих самостоятельного прохождения всех этапов познавательного процесса;
5) исследовательский метод — представляет умственные действия по формулировке проблемы и нахождения путей её решения.

## Подходы и стратегии
Проблемное обучение - базовая часть идеологии конструкционистского обучения.
Следующие пять стратегий делают проблемное обучение более эффективным:
- Учебная деятельность должна быть связана с более широкой задачей. Более масштабная задача важна, поскольку она позволяет учащимся увидеть, что занятия могут быть применены ко многим аспектам жизни, и, как следствие, учащиеся с большей вероятностью найдут занятия, которыми они занимаются, полезными[2].
- Учащемуся необходимо помочь почувствовать, что он начинает брать на себя ответственность за решение общей проблемы[2].
- Для учащегося должно быть разработано аутентичное задание. Это означает, что оно должно соответствовать его когнитивным способностям и решаемой проблеме, настолько чтобы обучение воспринималось учащимся как ценное[2].
- Размышление над изучаемым материалом должно быть организовано так, чтобы учащиеся могли обдумать процесс изучения (а не только его предмет)[2].
- Нужно разрешать и поощрять учащихся проверять идеи, сравнивая их с различными точками зрения в разных контекстах[2].

## Публикации
- Брушлинский А. В. Психология мышления и проблемное обучение. — М.: «Знание», 1983. — 96 с.
- Кудрявцев В. Т. Проблемное обучение: истоки, сущность, перспективы. — М.: «Знание», 1991. — 80 с.
- Лернер И. Я. Проблемное обучение. — М.: «Знание», 1974. — 64 с.
- Матюшкин А. М. Актуальные вопросы проблемного обучения // Оконь В. Основы проблемного обучения. Пер. с польск. — М.: «Просвещение», 1968. — Сс. 186—203.
- Махмутов М. И. Организация проблемного обучения в школе. Книга для учителей. — М.: «Просвещение», 1977. — 240 с.
- Махмутов М.И. Проблемное обучение.— М: «Просвещение»., 1975.
- Оконь В. Основы проблемного обучения. Пер. с польск. — М.: «Просвещение», 1968. — 208 с.
- Поспелов Д. А., Пушкин В. Н., Садовский В. Н. К определению предмета эвристики // Проблемы эвристики. — М., 1969.
- Хуторской А. В. Дидактическая эвристика. Теория и технология креативного обучения. — М.: Изд-во МГУ, 2003. — 416 с.